# 室賀正勝
室賀 正勝（むろが まさかつ）は江戸時代の旗本。
室賀正俊の長男。母は上田重秀の娘。通称は甚四郎。
寛文5年（1665年）12月26日、将軍徳川家綱に拝謁し、神田御殿にて館林藩主徳川綱吉に出仕し小姓となり、父から上野国・武蔵国のうち6000石を相続する。寛文8年（1668年）綱吉に従い江戸城西の丸に候し、綱吉が将軍に就任すると旗本に帰する。貞享元年（1684年）10月10日寄合に列する。のちに采地が美濃国各務郡・遠江国山名郡・城東郡・佐野郡に替地となる。享保9年（1724年）死去。享年73。法名は英尚。
妻は小栗政俊（または小栗正直）の養女（宮崎重景の娘）、大河内系松平正信の養女（松平重正の娘）。家督は次男の正普が相続したが、三男の正便に各務郡のうち500石が分知された。